# Chapelle Notre-Dame-des-Anges du Cannet
Pour les articles homonymes, voir Chapelle Notre-Dame-des-Anges.
La chapelle Notre-Dame-des-Anges est une chapelle située au Cannet dans le département français des Alpes-Maritimes.

## Historique
Cette chapelle fait l’objet d’une inscription au titre des monuments historiques depuis le 22 décembre 1941, elle est utilisée par une communauté orthodoxe.